# Catanduvas (Paraná)
Catanduvas é um município do estado do Paraná, no Brasil.

## Topônimo
"Catanduva" é palavra de origem tupi que significa "ajuntamento de mata dura", através da junção dos termos ka'a (mata), atã (duro) e tyba (ajuntamento). É uma referência à vegetação com árvores de troncos e galhos retorcidos recobertos por casca grossa e resistente ao fogo. Este nome designava a fisionomia mais característica do cerrado brasileiro.

## História
O início da história de Catanduvas nos remete ao ano de 1889, quando o novo governo da república estendeu uma linha telegráfica desde Guarapuava até Foz do Iguaçu, instalando em Catanduvas um posto intermediário de comunicação. Inicialmente a localidade era denominada de Barro Preto, sendo posteriormente chamada pelo nome atual. Provavelmente, o nome tenha relação com a vasta presença de pinheiros que acabaram sendo devastados para o fornecimento de madeira e abertura das terras para a agricultura. A Lei Estadual 1 383, de 14 de março de 1914, criou o distrito de Catanduvas.
O município pertencia à cidade de Laranjeiras do Sul, tendo se desmembrado em 1960, e posteriormente deu origem a dois municípios com que faz divisa atualmente: Três Barras do Paraná e Ibema.
O primeiro prefeito foi Augusto Gomes de Oliveira Júnior, eleito em 1961, tendo como vice, Jorge Bernardo Bueno. O principal acesso rodoviário ao município é a rodovia PR-471, também conhecida como Rodovia Osório Alves de Oliveira.

### Revolução de 1924
O município teve uma participação importante na Revolução de 1924, quando foi palco de batalhas entre legalistas e tropas do tenente Miguel Costa, na tentativa de aguardar a chegada da Coluna Prestes, vinda do sul do Brasil. Até a dissolução das forças de Miguel Costa, houve mais de 1.000 mortes nas batalhas ocorridas na cidade. Alguns tenentes e poucos revolucionários esperaram a Coluna Prestes, já no ano de 1925, quando estes se reagruparam e iniciaram sua longa jornada.